# Une double famille
Une double famille est une nouvelle d’Honoré de Balzac, parue d’abord sous le titre La Femme vertueuse en 1830, puis en 1832 aux éditions Mame et Delaunay-Vallée, dans les Scènes de la vie privée de La Comédie humaine. En 1835, l'ouvrage est édité par Mme Béchet, dans les Études de mœurs. Il ne prendra son titre définitif qu’en 1842, lors de sa cinquième édition, dans le tome I des Scènes de la vie privée.
Le roman est composé de deux récits, deux histoires qui n’en forment qu’une seule puisqu’il s’agit d’un adultère (double vie, double famille) en quelque sorte justifié. Dès le début, le décor rappelle l’ambiance de Ferragus. Dans un quartier crasseux, dans une maison sordide, un vieille femme travaille fenêtres ouvertes, ce qui permet aux passants d'apercevoir sa fille, une créature angélique. Le comte de Granville, malheureux en ménage avec une femme trop dévote, tombe amoureux de la jeune fille.
Balzac s’élève violemment contre la bigoterie et oppose, selon un principe qui lui est cher, la décoration d’intérieur d’une maison aristocratique à la crasse d’un quartier parisien sordide et à la joyeuse décoration d’un appartement de « grisette » (autre principe qui lui est cher). La maison de Mme de Granville est à son image : tout en « sécheresse », « froide solennité », « rectitude » et « petitesse », tandis que le logement de la grisette, tel celui d'Esther Gobseck, dite « la Torpille », est un lieu de délices.

## Résumé
Le récit est divisé en plusieurs épisodes disjoints, parfois séparés de plusieurs années, mais la nouvelle ne contient aucune division ni chapitre.

### Premier épisode
Une pauvre femme et sa fille occupent toutes leurs journées à la couture et à la broderie dans leur appartement de la rue du Tourniquet-Saint-Jean, dans le Marais. Vivant dans le dénuement, elles travaillent avec leur fenêtre constamment ouverte et observent les rares passants. Un jour d'août 1815, elles remarquent les allées et venues d'un inconnu, « grand, mince, pâle et vêtu de noir ». La mère parvient à attirer l'attention de l'homme qui aperçoit sa délicieuse fille. Il semble prendre de plus en plus d’intérêt pour la jeune fille. Un jour, apprenant le dénuement des deux femmes, il leur jette sa bourse par la fenêtre et disparaît. Ce geste charitable permet de lier connaissance avec la jeune fille et sa mère. La jeune femme s'appelle Caroline Crochard, ruinée par les vicissitudes politiques de l'époque et la mort du père dans les guerres napoléoniennes. Roger l'emmène en promenade…

### Deuxième épisode
En septembre 1816, on retrouve Caroline, richement installée dans un appartement, vivant une grande passion amoureuse avec Roger. Cinq ans plus tard, ils ont deux enfants. Le couple vit un conte de fées, malgré les obligations professionnelles de Roger qui le contraignent à de fréquentes absences.

### Troisième épisode
Quelques années plus tôt, en 1806, le jeune juge Granville est sollicité par son père pour faire sa demande en mariage à Angélique, une amie d'enfance. Le mariage se conclut rapidement, mais la jeune épouse est affectée d'une terrible bigoterie, penchant que lui a transmis sa mère. Cette bigoterie est telle qu'elle met à mal son mariage, refuse toute mondanité, tente de rallier son mari à sa vie ascétique. Angélique se laisse manipuler par le curé Fontanon, un prêtre hypocrite et arriviste. La situation conjugale empire à un point tel que les deux époux n'ont plus que des contacts épisodiques, quand les contraintes sociales sont trop fortes… De fait, malheureux en ménage, Roger de Granville est de plus en plus tourné vers l'extérieur.

### Quatrième épisode
En mai 1822, la vieille mère de Caroline meurt après une brève maladie. À cette occasion, le prêtre Fontanon apprend la relation adultère de Roger de Granville, ce qu'il s'empresse de rapporter à sa protégée, Angélique de Granville. Après quelques hésitations, Angélique survient pour constater l'adultère. Roger lui avoue alors qu'il ne l'aime plus et ne souhaite pas reprendre la vie commune.

### Cinquième épisode
En décembre 1829, dans le quartier des Grands Boulevards, un homme sombre déambule, solitaire. Caroline l'a quitté et est repartie vivre dans son milieu d'origine. Roger, devenu cynique et sarcastique, croise un des voisins de la jeune femme. Apprenant son nouveau dénuement, Roger veut d'abord l'aider, mais il y renonce finalement. Son fils survient alors brusquement pour lui annoncer qu'un certain Charles Crochard, prévenu de vol, se prétend son fils. Roger donne alors de l'argent pour aider le voleur — son fils et celui de Caroline — et lui donne pour ultime conseil, avant de partir pour l’Italie, de bien connaître sa future femme avant de l'épouser.

## Commentaire
Une fois encore, l’auteur de La Comédie humaine emploie la technique du flashback puisque, dans Une ténébreuse affaire (dont l’écriture a commencé en 1839), on ne voit que l’aspect professionnel et politique de M. de Granville, magistrat intègre que l'on retrouve dans Splendeurs et misères des courtisanes.

## Critique
Ce récit peut être considéré comme une œuvre mineure de Balzac, puisqu'il s'agit d'une œuvre de jeunesse. La construction dramatique est cependant très moderne et Balzac y déploie son talent de portraitiste des femmes : la jeune Caroline, ravissante et enjouée, annonce la Torpille, tandis qu'Angélique, froide dévote mal influencée par un prêtre arriviste, prépare les critiques à venir contre les excès de la religion. Il s'agit certes d'un court récit, mais intense et occupant bien sa place dans La Comédie humaine.